# Tsaghkahovit
Tsaghkahovit (armenisch Ծաղկահովիտ), andere Umschriften Tsakhkaovit, Tsakahovit, bis 1946 Haji Khalil, ist eine Kleinstadt und Landgemeinde (hamaynkner) in der nordarmenischen Provinz Aragazotn.
Auf den Hügeln am Ortsrand werden seit 1998 seit der Frühbronzezeit (ab 3200 v. Chr.) bis in die Zeit nach dem Untergang des Urartäischen Reiches (7. bis 5. Jahrhundert v. Chr.) bewohnte Siedlungen ausgegraben. Dabei kamen eine Zitadelle auf der Hügelspitze, drei Fundstellen mit Wohngebäuden unterhalb des Hügels und ein 400 Meter entfernt gelegener Friedhof zum Vorschein.

## Lage
Der Ort Tsaghkahovit liegt auf der gleichnamigen, mit Gras bewachsenen Hochebene auf 2224 Metern Höhe an den nördlichen Ausläufern des Aragaz, des mit 4090 Metern höchsten Berges des Landes. Im Norden wird die mit flachen Hügeln durchsetzte Ebene von der Pambak-Bergkette begrenzt, die über 3000 Meter Höhe erreicht. Die maximal 15 bis 20 Kilometer breite Tsaghkahovit-Hochebene („Ebene der Blumen“) ist die mit über 2000 Metern höchstgelegene der drei Ebenen an den Ausläufern des Aragaz. Im Westen geht sie allmählich in die rund 1500 Meter hohe Ebene von Schirak über, während die Verbindung zur Ararat-Ebene im Süden durch die Schlucht des Kassagh an der Ostseite des Aragaz hergestellt wird. Sie bildet geologisch eine allseits eingeschlossene Mulde zwischen den Bergen, die bis zu einer Dicke von mehreren hundert Metern von vulkanischen und alluvialen Sedimenten aufgefüllt ist.
Auf dem dünn besiedelten Hochland liegen nur vereinzelt landwirtschaftliche Weiler und Gehöfte. Die Winter sind lang und kalt, abgesehen von den meist trockenen Monaten Juli und August sind ganzjährig Niederschläge wahrscheinlich. Die auch im Hochsommer vorhandenen Schneefelder am Gipfel des Aragaz sorgen dafür, dass ganzjährig reichlich Wasser in kleinen Bächen an den Hängen herabfließt. Demgegenüber sind die Hänge der niedrigeren Pambak-Kette im Sommer trockener. Die Grasflächen auf den Hügeln werden als Weiden für Schafe, Ziegen und Rinder genutzt. Auf den großparzelligen Feldern der Ebene gedeihen hauptsächlich Kartoffeln, Weißkraut und Mais.
Von der M1, die zwischen Jerewan und Gjumri den Aragaz im Süden und Westen umrundet, zweigt in der Kleinstadt Maralik die Nebenstraße H21 nach Osten ab, durchquert Artik und führt nördlich des Aragaz durch die Ebene von Tsaghkahovit und erreicht nach 40 Kilometern den Weiler Alagyaz. Hier mündet die H21 in die M3. Die M3 ist eine weitere, von Jerewan über Aschtarak und Aparan an der Ostseite des Aragaz Richtung Norden über einen 2378 Meter hohen Pass nach Spitak führende Schnellstraße. Sechs Kilometer westlich von Alagyaz zweigt eine Stichstraße nach Süden ab, die nach einem Kilometer in Tsaghkahovit endet.

## Geschichte

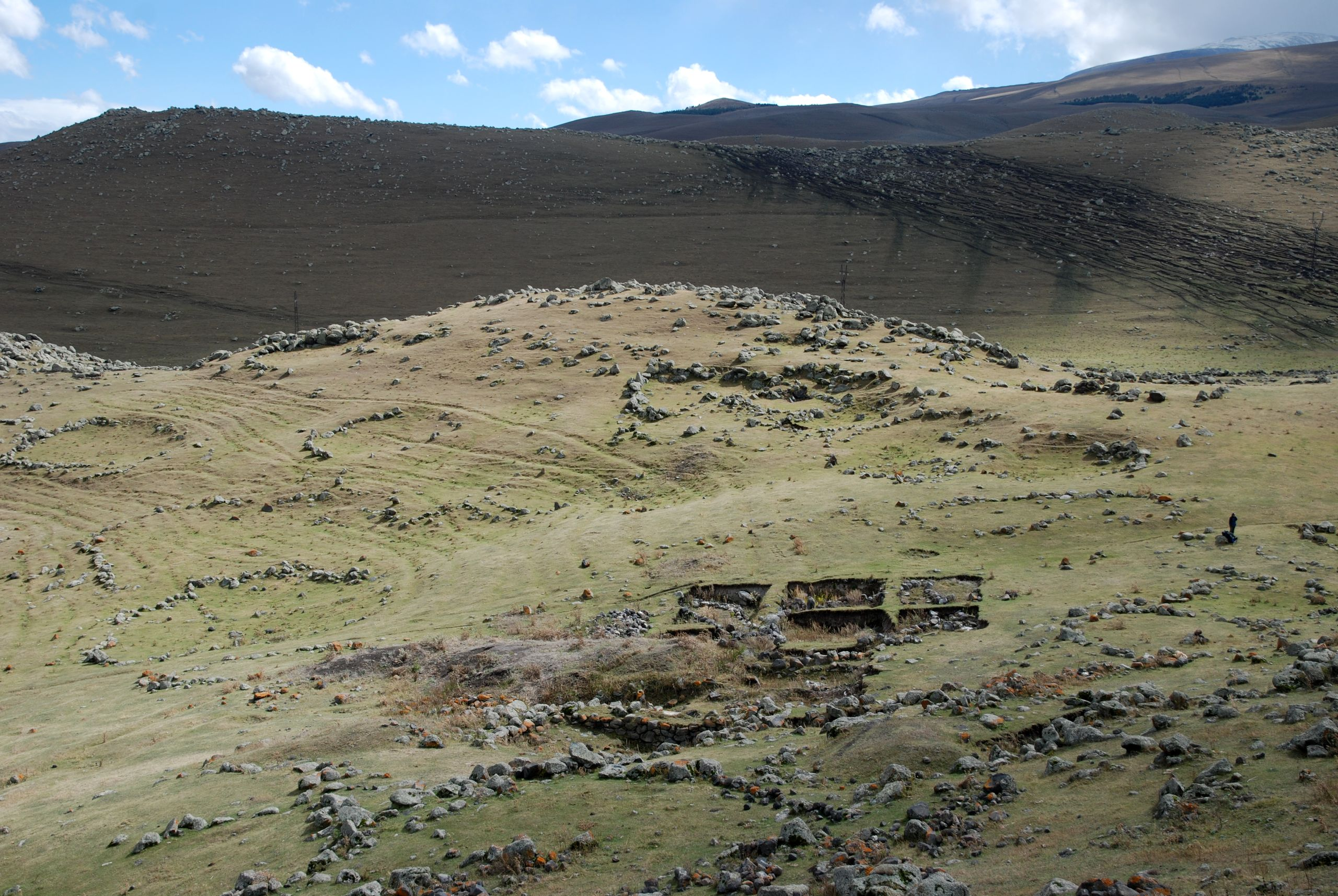
Vom Zitadellenhügel nach Süden über die Ausgrabungsstätte am Hang des Aragaz

Um die Mitte des 4. Jahrtausends v. Chr. begann sich eine einheitliche Kultur im Südkaukasus und auf dem Armenischen Hochland auszubreiten, deren Einfluss bis in den Westen des Iran und nach Palästina reichte und die als Kura-Araxes-Kultur bekannt ist. Sie bestand aus einer sesshaften, Landwirtschaft betreibenden Bevölkerung, die in den fruchtbaren Tälern Lehmziegelgebäude bewohnte. In Armenien liegen die bedeutendsten Fundorte – darunter Dvin – in der Ararat-Ebene, die zur heutigen Provinz Ararat gehört. Gegen Ende der Kura-Araxes-Kultur Mitte des 3. Jahrtausends v. Chr. wurden auch höher gelegene Bergregionen besiedelt. Anhand einer Buntkeramik, die nun in derselben Schicht wie die bisherige schwarzpolierte Keramik auftaucht, zeigt sich, dass ein neues Kulturvolk allmählich eingedrungen sein muss. Offenbar brach in der zweiten Hälfte des 3. Jahrtausends eine unruhige Zeit an, denn die bislang unbefestigten Siedlungen in den Talebenen wie Mokhrablur und Schengavit waren nun von einer Mauer umgeben und neue befestigte Siedlungen entstanden bevorzugt in abgelegenen Bergregionen.
Die vier verwandten Kulturen mit Buntkeramik waren in weiten Teilen des Armenischen Hochlandes verbreitet; nach ihren Fundorten gehören hierzu die Kulturen von Karmir Berd in der Provinz Aragazotn (namensgebender Fundort bei Jerewan) und Sewan-Userlik (am Sewansee). Anstelle des Feldbaus in der Kura-Araxes-Kultur war in der Mittleren Bronzezeit Viehzucht die bevorzugte Wirtschaftsform und Rechteckbauten traten an die Stelle von Rundhäusern (Metsamor).
Am Übergang zur Spätbronzezeit und Früheisenzeit (15. bis 9. Jahrhundert v. Chr.) entstanden die ersten staatenähnlichen Strukturen und gesellschaftlichen Hierarchien. Die größeren Siedlungen wuchsen im 14. und 13. Jahrhundert um zentrale monumentale Gebäude; in der näheren Umgebung des Berges Aragaz waren dies insbesondere Metsamor, Aragaz, Schamiram, Horom, Oschakan, Talin und Tsaghkahovit, ferner Lchaschen (am Nordufer des Sewansees) und Udabno (in der Nähe des Klosters Dawit Garedscha im Osten Georgiens). An Berghängen und auf Hügelkuppen wurde in der Spätbronzezeit ein Netz von befestigten Städten errichtet, die von zyklopischen Steinblöcken ummauert waren, deren Höhe bis zu sieben Metern betrug.
Die Hauptorte mit zyklopischen Festungen auf der  Tsaghkahovit-Hochebene waren neben Tsaghkahovit Hnaberd, ein Dorf zehn Kilometer westlich nahe der Straße Richtung Artik, und Gegharot an der M3, wenige Kilometer nordwestlich von Alagyaz. Auf einer Fläche von 20 × 25 Kilometern sind insgesamt elf spätbronzezeitliche Festungen bekannt; zwischen Tsaghkahovit und Hnaberd, das ebenfalls südlich der Straße an den Vorhügeln des Aragaz liegt, zeichnen sich zahlreiche Gräberfelder an der Geländeoberfläche ab. Die Ebene selbst wurde bislang keinem Survey unterzogen, weil die Ackerflächen und eine Kolluvium-Schicht kaum archäologische Erkenntnisse erlauben. Nicht alle der lokalisierten Siedlungen, aber zumindest Tsaghkahovit und Hnaberd existierten im 13. und 12. Jahrhundert gleichzeitig.
Während in den Grabkammern des spätbronzezeitlichen Gräberfeldes bei Dilidschan („Redkin-Lager“) aus dem 13. Jahrhundert nur sehr wenige eiserne Waffenteile zum Vorschein kamen, die offensichtlich den Herrschern vorbehalten waren, nahm die Eisenverarbeitung gegen Ende des 12. Jahrhunderts im Armenischen Hochland zu. Im 11. Jahrhundert waren Eisenwaffen und -werkzeuge in allen Bevölkerungsschichten zu Gebrauchtsartikeln geworden.

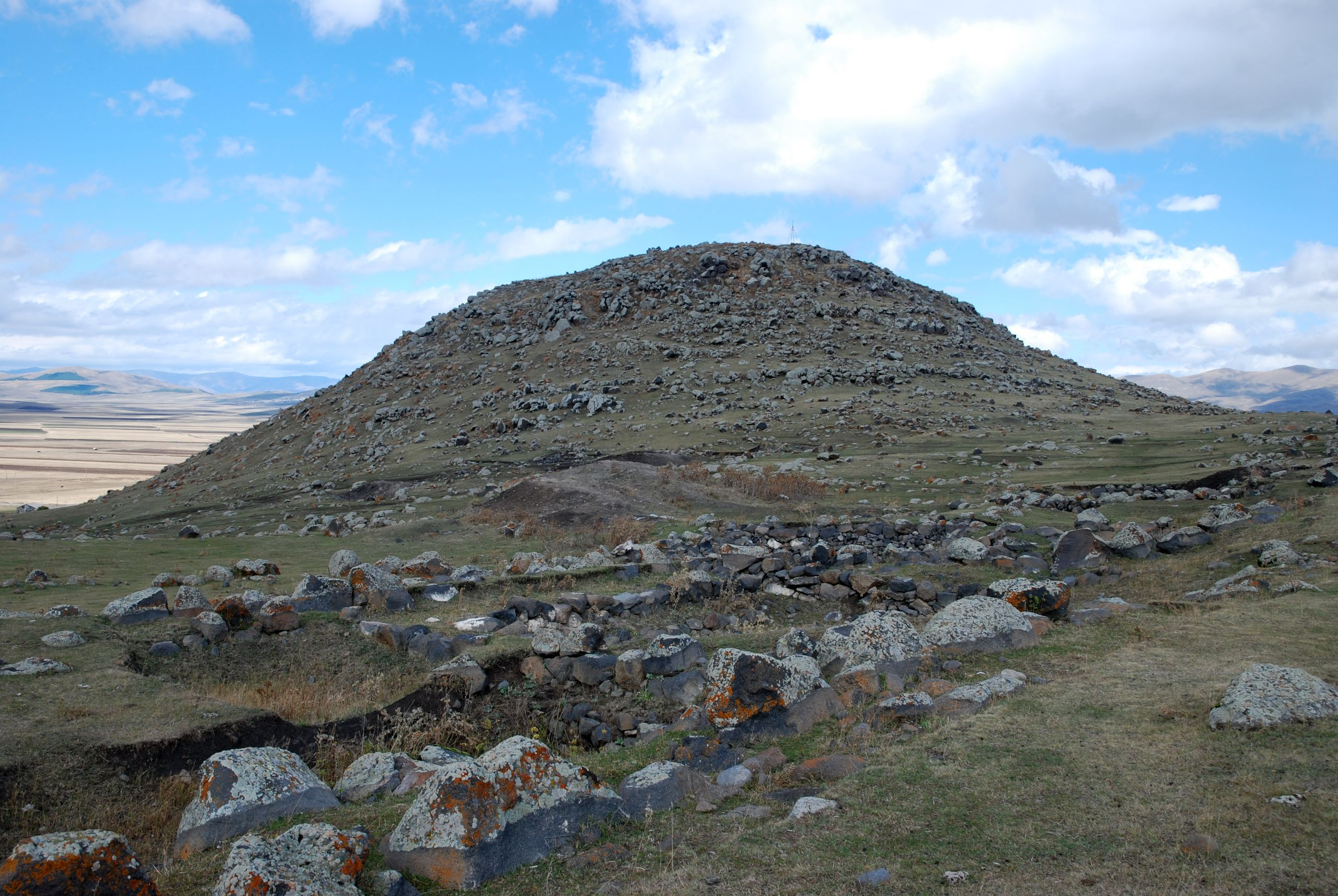
Vom unteren Bereich der Siedlung nach Norden auf den Zitadellenhügel

In der Früheisenzeit existierte eine hierarchisch gegliederte Adelsgesellschaft mit beträchtlichen sozialen Unterschieden, die sich in kleinen staatenähnlichen Gebilden organisierte. Dies ergaben die Analyse der Grabbeigaben und die Keramikfunde im Bereich der Wohnsiedlung von Tsaghkahovit. Nach ihrem Verwendungszweck aufgeteilt kamen kleinere Schüsseln innerhalb der Zitadelle und große Vorratsgefäße (Pithoi) hauptsächlich in den Wohnsiedlungen unterhalb zum Vorschein. Allein die Existenz einer Festung gegenüber den übrigen Siedlungsbereichen verweist auf eine Unterscheidung in Adel und Untergebene.
In Armenien und Ostgeorgien muss es im 13. und 12. Jahrhundert unsichere Zeiten mit schnellen Kulturwechseln an einzelnen Orten gegeben haben. Beispielsweise wurden die Siedlung Katnalikhevi zwei Kilometer südlich von Mzcheta und vermutlich auch Samadlo westlich von Mzcheta sowie Treli im Stadtgebiet von Tiflis, die zur Trialeti-Kultur gehörten, im 12. Jahrhundert plötzlich verlassen. Entsprechend ergaben 30 vom ArAGATS-Projekt durchgeführte Radiokarbondatierungen an den drei Hauptorten der Tsaghkahovit-Hochebene, dass sich zeitgleich um 1250 und um 1150 Brandkatastrophen in der Festung von Tsaghkahovit ereigneten. Ein großer Teil der Bevölkerung aus den verlassenen Siedlungen kehrte wieder zu einer nomadischen Lebensweise zurück. Im 110 Kilometer nördlich von Tsaghkahovit gelegenen Trialeti lebte die Bevölkerung während der gesamten Früheisenzeit bis ins 9. Jahrhundert v. Chr. überwiegend nomadisch. Eine Ausnahme stellten lediglich die drei Siedlungen von Udabno (in der Nähe des ostgeorgischen Klosters Dawit Garedscha) dar, die in das 11. und 10. Jahrhundert v. Chr. datiert werden. Die Ursache für die Aufgabe Udabnos in der ersten Hälfte des 1. Jahrtausends v. Chr. wird in einer ökologischen Katastrophe gesehen, die auf die Abholzung der Wälder zurückzuführen ist. Wegen der intensiven Verarbeitung von Eisenerz in der Nähe wurden große Mengen Holzkohle benötigt.
Klimatische Verschlechterungen werden für den Übergang zum Nomadismus in allen Kulturen der Region als ursächlich angenommen. In Trialeti hatte wie auf dem Hochland am Aragaz zuvor ein dichtes Netz großer befestigter Siedlungen bestanden. Im lange Zeit unbewohnten Tsaghkahovit stammt nur eines der freigelegten Gräber aus dem 8./7. Jahrhundert. Während einer neuerlichen Siedlungsphase in urartäischer Zeit vom 9. bis zum 7. Jahrhundert v. Chr. in Ostgeorgien und Nordarmenien lebte die Bevölkerung teilweise als Nomaden und in kleineren Siedlungen, die eine zyklopische Festung umgaben.
Eine chronologische Unterteilung der archäologischen Schichten, wobei die Frühbronzezeit, die Spätbronzezeit und die Eisenzeit III auf dem gesamten Hochland am besten vertreten sind, ergibt:
- Frühbronzezeit: Tsaghkahovit Ia: 3200–2900 v. Chr. Kura-Araxes I (Dschemdet-Nasr-Zeit)
- Frühbronzezeit: Tsaghkahovit Ib: 2900–2600 v. Chr. Kura-Araxes II (Frühdynastische Zeit)
- Spätbronzezeit I: Tsaghkahovit IIa: 1500–1400 v. Chr. (Mittani)
- Spätbronzezeit II: Tsaghkahovit IIb: 1400–1300 v. Chr. (Assyrisches Reich)
- Spätbronzezeit III: Tsaghkahovit IIc: 1300–1200 v. Chr.
- Eisenzeit IIIa: Tsaghkahovit IIIa: 650–350 v. Chr. (Achämenidenreich)
- Eisenzeit IIIb: Tsaghkahovit IIIb: 350–200 v. Chr. (Hellenismus)[9]

## Erforschung
Aus vorurartäischer Zeit sind in der Region keine schriftlichen Zeugnisse überliefert. Die ersten Schriftfunde hängen mit der Ausbreitung der Urartäer im 9. und 8. Jahrhundert v. Chr. zusammen. Der urartäische König Argišti I. (reg. um 785–753) führte – wahrscheinlich aus nördlicher Richtung kommend – 786 v. Chr. einen Feldzug gegen Eriachi (heute Schirak). Dies geht aus einer Inschrift hervor, die er in Marmaschen hinterließ. Eine urartäische Inschrift in der Schlucht des Mantasch, eines Nebenflusses des Achurian, berichtet von weiteren Eroberungen, als Argišti I. auf dem Marsch nach Süden die Tsaghkahovit-Hochebene streifte. Aus dem 2. Jahrhundert v. Chr. stammt eine aramäische Inschrift, die der armenische König Artaxias I. auf einer Stele anbringen ließ, die 1977 in der Nähe von Spitak entdeckt wurde. Für die sechs Jahrhunderte dazwischen sind keine Inschriften aus der Umgebung von Tsaghkahovit bekannt.
Den ersten Bericht über Tsaghkahovit, Hnaberd, Gegharot und andere Festungsorte auf der Hochebene gab der georgische Sprachwissenschaftler Nikolai Marr, als er 1893 die Gegend erkundete, während er mit Ausgrabungen in der mittelalterlichen Stadt Ani beschäftigt war. Eine genauere Beschreibung lieferte 1914 der armenische Kunsthistoriker Toros Toramanian (1864–1934), die 1942 veröffentlicht wurde. Toramanian, der 1914 noch an den Arbeiten in Ani mitwirkte, stellte den ersten umfassenden Katalog der bedeutendsten armenischen Ruinenstätten zusammen, wobei sein Schwerpunkt auf der Beschreibung der mittelalterlichen Kirchengebäude lag. Einige Forscher waren jeweils kurz in den 1930er Jahren in Tsaghkahovit tätig. Die ersten Grabungen auf der Tsaghkahovit-Hochebene führte 1956 Arutiun A. Martirosyan durch, als er in Gegharot fünf spätbronzezeitliche Gräber freilegte. Karapet Kafadaryan fertigte 1963/64 die erste topographische Karte von Tsaghkahovit an.
Die intensive archäologische Untersuchung von Tsaghkahovit begann 1998 mit dem armenisch-amerikanischen Forschungsprojekt ArAGATS (Archaeology and Geography of Ancient Transcaucasian States) unter der Leitung von Adam T. Smith der University of Chicago und Ruben S. Badalyan vom Archäologischen Institut in Jerewan. Die Archäologen führen seither regelmäßig im Frühsommer Ausgrabungen durch, die ausgehobenen Felder werden zum Abschluss der Saison zu ihrem Schutz wieder verfüllt. Zur Arbeit des Teams gehört die Oberflächenuntersuchung durch Begehung eines knapp 100 Quadratkilometer großen Gebiets am Hang des Aragaz. Diese wird ergänzt durch die Auswertungen von Satellitenaufnahmen der Ebene.

## Ortsbild

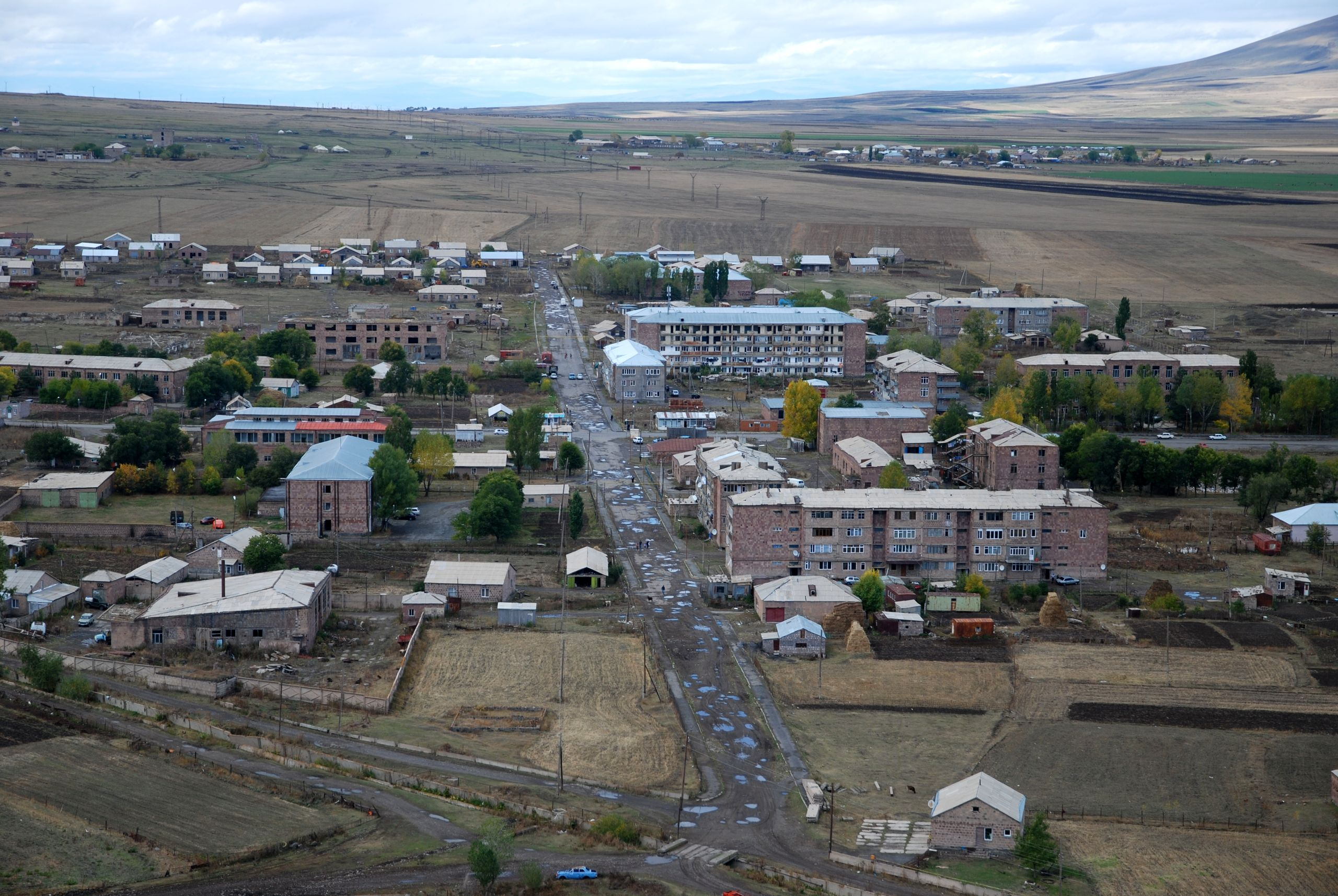
Vom Zitadellenhügel nach Westen über den städtischen Nordteil des Ortes

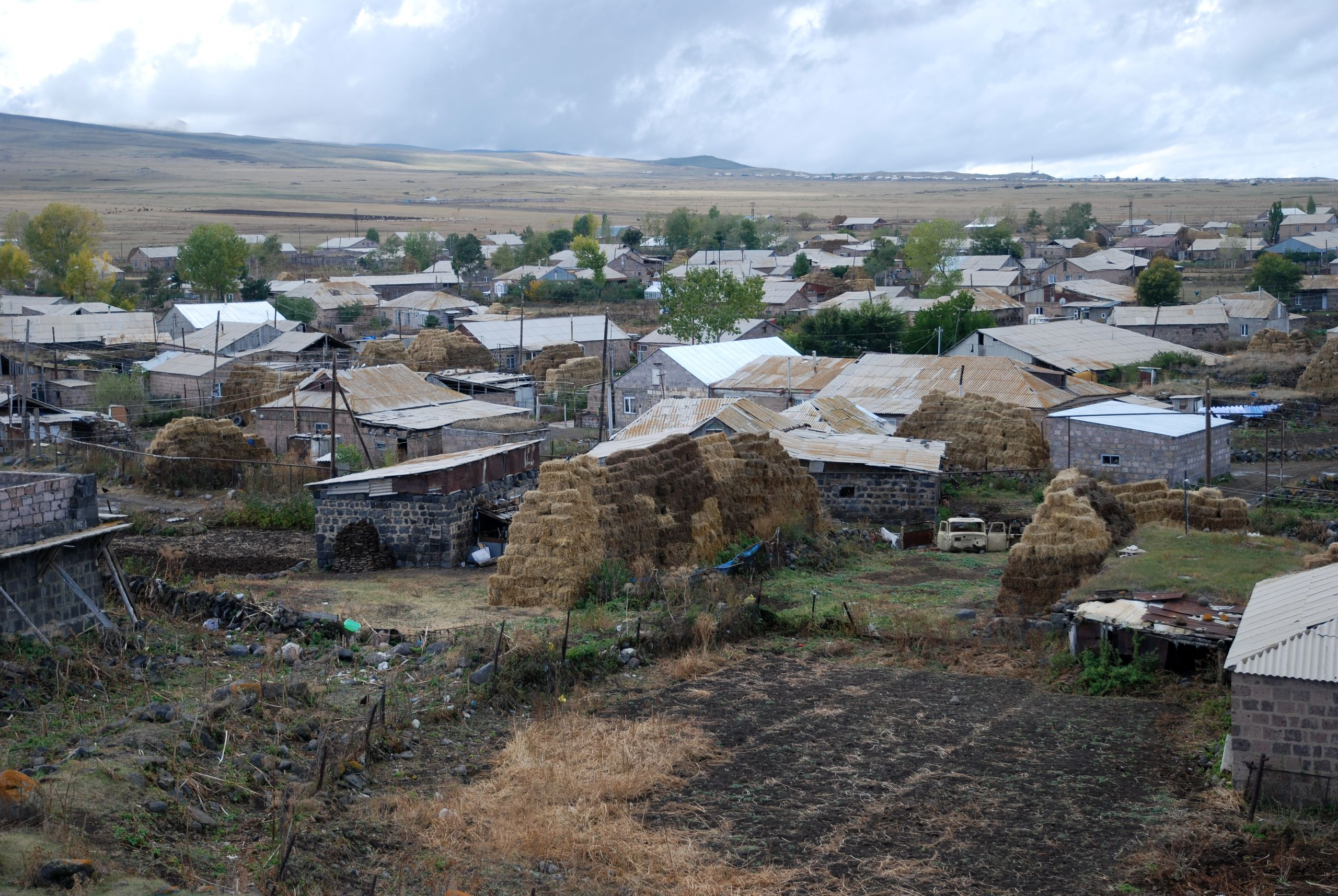
Richtung Südwesten über den dörflichen Südteil des Ortes

In der frühen sowjetischen Zeit in der ersten Hälfte des 20. Jahrhunderts gehörte die Hochebene zum Verwaltungsdistrikt Spitak und war also nach Norden orientiert. Bei einer Gebietsreform 1972 wurde das Dorf Tsaghkahovit der Hauptort des neu gebildeten Distrikts Aragaz mit einer Fläche von 382 Quadratkilometern, der sich vom Gipfel des Aragaz bis zum Dorf Lernapar im Norden und von Geghadir im Westen bis zum jesidischen Dorf Mirak im Osten erstreckte. Bei der Volkszählung 1986 betrug die Einwohnerzahl des Distrikts 14.100. Nach der Unabhängigkeit Armeniens 1991 wurde die Tsaghkahovit-Hochebene der Provinz Aragazotn zugeschlagen, deren Verwaltungszentrum Aschtarak im Süden des Aragaz liegt. Wegen der hohen Arbeitslosigkeit nach der Schließung der in sowjetischer Zeit eingerichteten Industriebetriebe sind viele junge Bewohner nach Jerewan ausgewandert oder haben versucht, Arbeit in Russland oder in manchen Fällen in Europa oder den USA zu finden.
Bei der Volkszählung des Jahres 2001 wurden die offizielle Einwohnerzahl mit 1706 und die De-facto-Einwohnerzahl mit 1562 angegeben. Im Januar 2012 lebten nach der amtlichen Statistik in Tsaghkahovit offiziell 2139 Einwohner. Die Differenz zwischen der als offiziell und der als tatsächlich bezeichneten Einwohnerzahl hängt mit dem hohen Anteil an auswärts tätigen Saisonarbeitern zusammen. Die für 2002 angegebene offizielle Arbeitslosenzahl beträgt lediglich 7,5 Prozent. Der Grund hierfür ist, dass alle erwachsenen Mitglieder innerhalb einer Familie, die Land besitzt, als voll in Arbeit stehend registriert werden. Ohne diese Annahme läge die Prozentzahl weit höher. Der Bürgermeister von Tsaghkahovit rechnete 2002 mit einer Arbeitslosigkeit von etwa zwei Drittel der erwerbsfähigen Einwohner in seiner Gemeinde. Angesichts der kaum vorhandenen Beschäftigungsmöglichkeiten ist die Anstellung von 25 bis 40 saisonalen Arbeitskräften durch das Projekt ArAGATS erwähnenswert.
Tsaghkahovit besteht aus zwei nach ihrer Bebauung zu unterscheidenden Ortsteilen. Die von Norden kommende Zufahrtsstraße bildet die Hauptachse des nördlichen Bereichs, der von einem guten Dutzend Wohnblocks und einigen halb verfallenen Industriebetrieben aus der sowjetischen Zeit geprägt wird. An der zentralen Kreuzung liegen zwei Einkaufsläden für Lebensmittel und Waren des täglichen Bedarfs. Es gibt eine dem heiligen Gregor geweihte moderne Kirche.
Getrennt von diesem städtisch wirkenden Bereich mit rechtwinklig angelegten Straßen befindet sich südlich davon ein Wohnviertel mit dörflichem Charakter, dessen mit Wellblech gedeckte Einfamilienhäuser und landwirtschaftliche Nebengebäude planlos an einem engen kurvigen Straßennetz errichtet wurden. In Ställen werden Rinder gehalten und in Vorgärten gedeiht Gemüse wie Rüben und Kohl. Im Unterschied zu den schadhaften breiten Asphaltstraßen im Norden sind die meisten der schmalen Straßen im Süden nicht asphaltiert.

## Ausgrabungsstätte

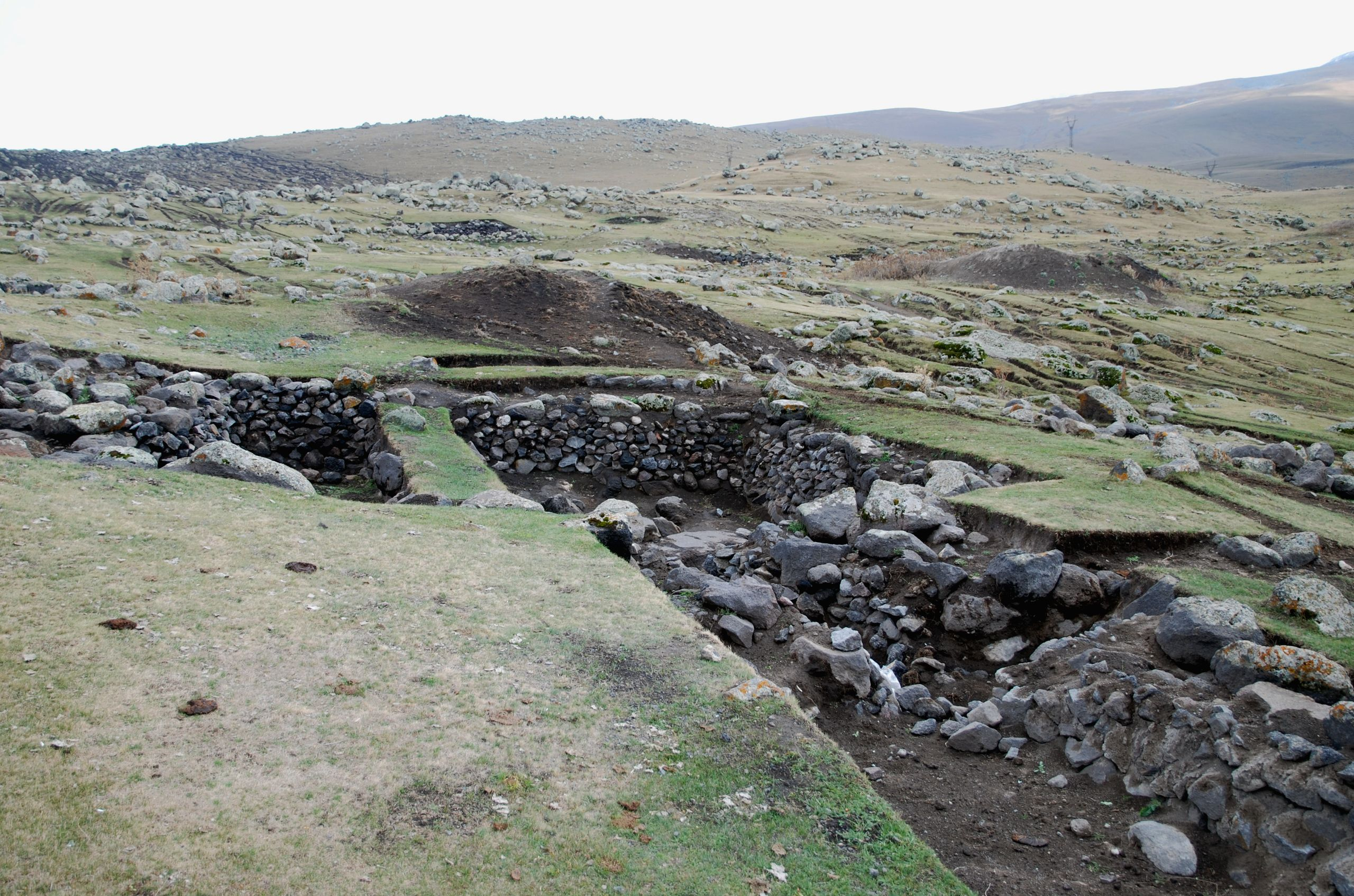
Ausgrabung südöstlich der Zitadelle Richtung Osten

500 Meter östlich der zentralen Straßenkreuzung befinden sich die Reste der Zitadelle auf einem 2183 Meter hohen Hügel, der das Ortszentrum um rund 80 Meter überragt und auf manchen Plänen als Kalachi Tepe erscheint. Die Flanken des Festungshügels sind an allen Seiten etwa gleich steil. Der Hügel hat eine Fläche von 7,59 Hektar, das gesamte Grabungsgelände umfasst 36,9 Hektar. Es erstreckt sich in einer Senke bis zu einer Anhöhe im Südosten. Die 0,59 Hektar große Zitadelle nimmt die flache Hügelkuppe ein. Vom Zitadellenhügel ist die Hochebene im Norden, die von Aparan heraufführende Straße im Osten und das Ausgrabungsgelände am Hang des Aragaz im Süden zu überblicken.
Die Umfassungsmauer der Festung bestand aus einer Schale von kleineren und mittelgroßen Feldsteinen, die einen Kern aus Schotter umschließen. Die Ansichtsseiten der Steine wurden für einen halbwegs glatten Verlauf der Steinreihen leicht bearbeitet. Mehrere Stützpfeiler dienten zur Verstärkung der Außenseite. Auf allen Seiten des Hügels wurde der Hang in mehreren Stufen terrassiert, wie aus der Ferne zu erkennen ist. Am Fuße des Hügels herumliegende Steine dürften von den teilweise eingestürzten Terrassenmauern stammen.
Unterhalb des Zitadellenhügels werden vier Siedlungszentren unterschieden, die im Südwesten (Bezirk C), im Süden (Bezirk A), im Osten (Ostsiedlung) und etwas weiter entfernt jenseits einer Bodenwelle im Südosten des Hügels liegen (Bezirk B). Ein Gräberfeld befindet sich am östlichen Rand des Geländes. Die Südwestsiedlung besteht aus Gebäudestrukturen mit jeweils mehreren, miteinander verbundenen Räumen. Kleinere Gebäude besaßen drei bis fünf rechteckige Räume. Das größte, am weitesten südlich liegende Gebäude bestand aus mindestens 22 Räumen. Soweit bislang erkennbar wurden in der Ostsiedlung eher Gebäude mit einem größeren Raum errichtet. Wie bei der Zitadelle war das Mauerwerk zweischalig mit einer Schotterfüllung. Bei der Südostsiedlung handelt es sich vermutlich um einen zusammenhängenden Gebäudekomplex mit unterschiedlich großen Räumen, deren Wandstärke geringer war.
Die oberste Siedlungsschicht stammt aus dem Mittelalter. 28 Prozent der am Westhang gefundenen Keramik werden in die Frühbronzezeit datiert, 80 Prozent der Keramik insgesamt in die Spätbronze- und Eisenzeit I, weitere fünf Prozent in die Eisenzeit III.